# شركة المشرق
شركة المشرق للاعلام بإسطنبول،  شركة المشرق للإعلام، المسجلة بسجل تجاري وفق قانون العمل في الجمهورية التركية، ومقرها اسطنبول، وهي مؤسسة اعلامية متخصصة في تطوير المحتوى الاعلامي والتدريب وإقامة الفعاليات والمؤتمرات المهنية، أسسها الإذاعي السوداني عمر جبريل رحومه ـ تعمل عبر شراكات في الشرق الأوسط وشمال أفريقيا وأوربا، حيث أقامت العديد من الدورات المهنية والمؤتمرات الإعلامية آخرها مؤتمر المشرق للإعلام بإسطنبول ، كما لديها خبرات واسعة في التدريب والتشبيك الإعلامي بالإضافة الى توجهها للإنتاج الإعلامي والبودكاست الرقمي وتمتلك الشركة قاعدة واسعة من بيانات العملاء من المؤسسات العامة والخاصة والأفراد